# Ardisia trinitariae
Ardisia trinitariae är en viveväxtart som beskrevs av Cyrus Longworth Lundell. Ardisia trinitariae ingår i släktet Ardisia och familjen viveväxter. Inga underarter finns listade i Catalogue of Life.